# Ariel Jakubowski
Ariel Jakubowski (* 7. September 1977 in Człuchów) ist ein ehemaliger polnischer Fußballspieler und heutiger Trainer.

## Karriere

### Verein
Jakubowski begann seine Karriere als Fußballspieler im Jahre 1995 bei Polonia Gdańsk, die sich im Jahre 1998 mit Lechia Gdańsk fusionierten. Von 1995 bis 1997 kam er zu einigen Einsätzen im Amateurfußball, ehe er nach Łódź zum dort spielenden Łódzki KS transferierte. Dort kam Jakubowski auch zu seinem ersten großen Erfolg, als er im Jahre 1998 mit der Mannschaft das erste und bislang auch einzige Mal in der Vereinsgeschichte den Gewinn des Polnischen Meistertitels feiern konnte.
Nach insgesamt 67 absolvierten Spielen verließ er den Verein im Jahre 2000 und wechselte in die schlesische Hauptstadt Kattowitz zu GKS Katowice. Für den Verein absolvierte er bis zu seinem Abgang im Jahre 2001 27 Pflichtspiele. Seine nächste Station war Odra Wodzisław aus der polnischen Stadt Wodzisław Śląski. Von 2001 bis 2002 kam er auf 27 Einsätze für den Verein. Außerdem erzielte er in der Saison 2001/02, die er bei Odra Wodzisław verbrachte, den bislang einzigen Treffer in seiner Karriere.
Im Jahre 2002 folgte ein erneuter Wechsel. Dieses Mal ging es an die Weichsel, genauer gesagt nach Płock zum dort angesiedelten Fußballverein Wisła Płock. Für den Klub kam Jakubowski von 2002 bis 2004 zu 39 Meisterschaftseinsätzen, bevor er wieder den Verein wechselte. Ab der Saison 2004/05 stand er bei Lech Posen unter Vertrag, für die er bis zum Ende der Saison 16 Spiele absolvierte und anschließend wieder einen Vereinswechsel vorzog.
Ab dem Jahre 2005 durfte Jakubowski Jagiellonia Białystok seinen Verein nennen. Für den Fußballverein aus der nordostpolnischen Stadt Białystok lief er bis zu seinem Abgang im Jahre 2006 vierzehn Mal auf den Platz. In der Sommerpause der Saison 2006/07 folgte sein Wechsel, als er vom polnischen Rekordmeister Ruch Chorzów unter Vertrag genommen wurde. Dort blieb er lange viereinhalb Jahre, bevor er in die Zweitklassigkeit zu Wisła Płock wechselte, da er seinen Stammplatz bei Ruch Chorzów aufgrund seines fortgeschrittenen Alters verloren hatte. Doch schon ein Jahr später beendete er dort seine Karriere.

### Nationalmannschaft
Jakubowski machte auch schon Bekanntschaft mit der Nationalelf aus Polen, für die er am 19. Juni 1999 bei einem Spiel gegen Neuseeland zu einem Kurzeinsatz kam. Der Spielstand nach der regulären Spielzeit sowie nach 30 Minuten Verlängerung betrug 0:0. Die Polen konnten das Spiel am Ende noch mit 5:4 im Elfmeterschießen gewinnen.

### Trainer
Nachdem er zuerst im unterklassigen Bereich als Trainer fungierte, übernahm er am 11. November 2018 den Zweitligisten Wigry Suwałki. Allerdings wurde er knapp fünf Monate später nach nur zwei Siegen aus zehn Ligaspielen und dem Pokalaus wieder entlassen.

## Erfolge
- Polnischer Meister: 1998